# Liste der Biografien/Aw
Liste der Biografien |
Portal Biografien |
Personensuche
# |
A |
B |
C |
D |
E |
F |
G |
H |
I |
J |
K |
L |
M |
N |
O |
P |
Q |
R |
S |
T |
U |
V |
W |
X |
Y |
Z |
?
 
Aa |
Ab |
Ac |
Ad |
Ae |
Af |
Ag |
Ah |
Ai |
Aj |
Ak |
Al |
Am |
An |
Ao |
Ap |
Aq |
Ar |
As |
At |
Au |
Av |
Aw |
Ax |
Ay |
Az
Die Liste der Biografien führt alle Personen auf, die in der deutschsprachigen Wikipedia einen Artikel haben. Dieses ist eine Teilliste mit 182 Einträgen von Personen, deren Namen mit den Buchstaben „Aw“ beginnt.

## Aw
- Aw, Boon Haw (1882–1954), chinesischer Unternehmer
- Aw, Karim (* 1965), senegalesisch-deutscher Basketballspieler
- Aw, Tash (* 1971), malaysischer Schriftsteller

### Awa
- Awa Kenzo (1880–1939), japanischer Kyudo-Meister
- Awad al-Bandar (1945–2007), irakischer Richter
- Awad Ibn Auf, Ahmed, sudanesischer General und Politiker
- Awad, Ahmed (* 1992), schwedisch-palästinensischer Fußballspieler
- Awad, Bakr Zaki, ägyptischer islamischer Theologe
- Awad, Fadi (* 1993), jordanischer Fußballspieler
- Awad, Gamal (1955–2004), ägyptischer Squashspieler
- Awad, Iwannis Louis (1934–2020), syrisch-katholischer Geistlicher, Titularbischof, Apostolischer Exarch von Venezuela
- Awad, Louis (1915–1990), ägyptischer Intellektueller und Schriftsteller
- Awad, Mira (* 1975), arabisch-israelische Schauspielerin und Sängerin
- Awad, Mohamed (* 1992), ägyptischer Fußballtorhüter
- Awad, Mohammed (* 1949), ägyptischer Squashspieler
- Awad, Nihad (* 1964), US-amerikanisch-palästinensischer National Executive Director und Mitbegründer des Council on American-Islamic Relations (CAIR) in den Vereinigten Staaten von Amerika
- Awad, Said (1936–2021), ägyptisch-kanadischer Urologe
- Awad, Zouhaïr (* 1989), bahrainischer Langstreckenläufer
- Awada, Juliana (* 1974), argentinische Textilunternehmerin
- Awadalla, Babiker (1917–2019), sudanesischer Politiker und Ministerpräsident des Sudans (1969–1969)
- Awadalla, El (* 1956), österreichische Mundartautorin
- Awadhy, Omar (* 1982), emiratischer Tennisspieler
- Awadi, Didier (* 1969), senegalesischer Rapper und Musiker
- Awagjan, Adelaida (1924–2000), sowjetische bzw. armenische bzw. US-amerikanische Hygienikerin und Hochschullehrerin
- Awagjan, Aram (* 1991), armenischer Boxer
- Awagjan, Aschot (* 1958), armenischer Maler und Aktionskünstler
- Awai, Cheyenne (* 1996), Radsportlerin aus Trinidad und Tobago
- Awaji, Suguru (* 1989), japanischer Florettfechter
- Awaka, Shunta (* 1995), japanischer Fußballspieler
- Awakjan, Wardkes (1931–2024), sowjetisch-russischer Bildhauer
- Awakjanz, Sergei Iossifowitsch (* 1957), russischer Admiral und Kommandeur der PazifikflotteSergei Iossifowitsch Awakjanz (* 1957)

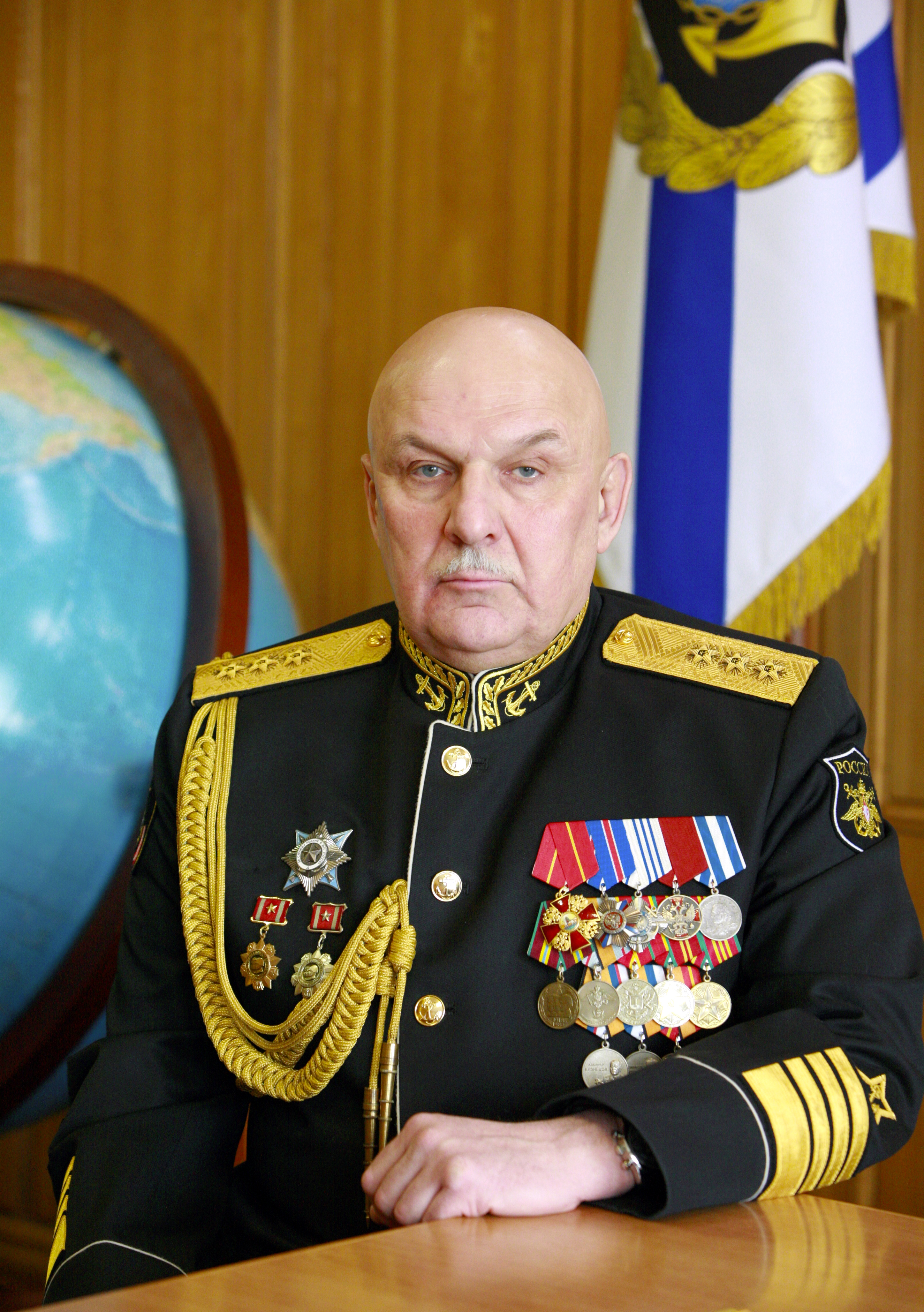
Sergei Iossifowitsch Awakjanz (* 1957)

- Awakow, Arsen (* 1964), ukrainischer Politiker
- Awakow, Arsen (* 1971), tadschikisch-russischer Fußballspieler
- Awakowa, Swetlana Iwanowna (* 1953), sowjetisch-russische Bildhauerin
- Awali Boubacar, Samira (* 2000), nigrische Sprinterin
- Awaliani, Lado (1913–1998), georgischer Schriftsteller
- Awalischwili, Surab (1876–1944), georgischer Historiker und Politiker
- Awalmir (1931–1982), afghanischer Musiker
- Awalt, Rob (* 1964), US-amerikanischer Footballspieler
- Awan, Paul Malong, südsudanesischer Politiker und Militär
- Awan-Scully, Roger, britischer Politologe und Hochschullehrer
- Awana, Theyab (1990–2011), Fußballspieler der Vereinigten Arabischen Emirate
- Awanda, Anggia Shitta (* 1994), indonesische Badmintonspielerin
- Awane, Najwa (* 1998), marokkanische Rollstuhltennisspielerin
- Awanessjan, Dawid Gawruschewitsch (* 1988), russischer Boxer armenischer Abstammung im Weltergewicht
- Awanessjan, Elina Araratowna (* 2002), russisch-armenische Tennisspielerin
- Awang, Azizulhasni (* 1988), malaysischer Radrennfahrer
- Awano, Kento (* 2001), japanischer Fußballspieler
- Awano, Seiho (1899–1992), japanischer Haiku-Dichter
- Awara, Sumie (1952–2007), japanische Weitspringerin
- Awariku, König des anatolischen Kleinstaates Qu'e im späteren Kilikien
- Awart, Christian (1933–2009), österreichischer Tischtennisspieler
- Awasaka, Tsumao (1933–2009), japanischer Zauberkünstler, Schriftsteller
- Awashima, Chikage (1924–2012), japanische Schauspielerin
- Awashonks, Häuptling der Sakonnet
- Awassi, Noah (* 1998), deutsch-beninischer FußballspielerNoah Awassi (* 1998)

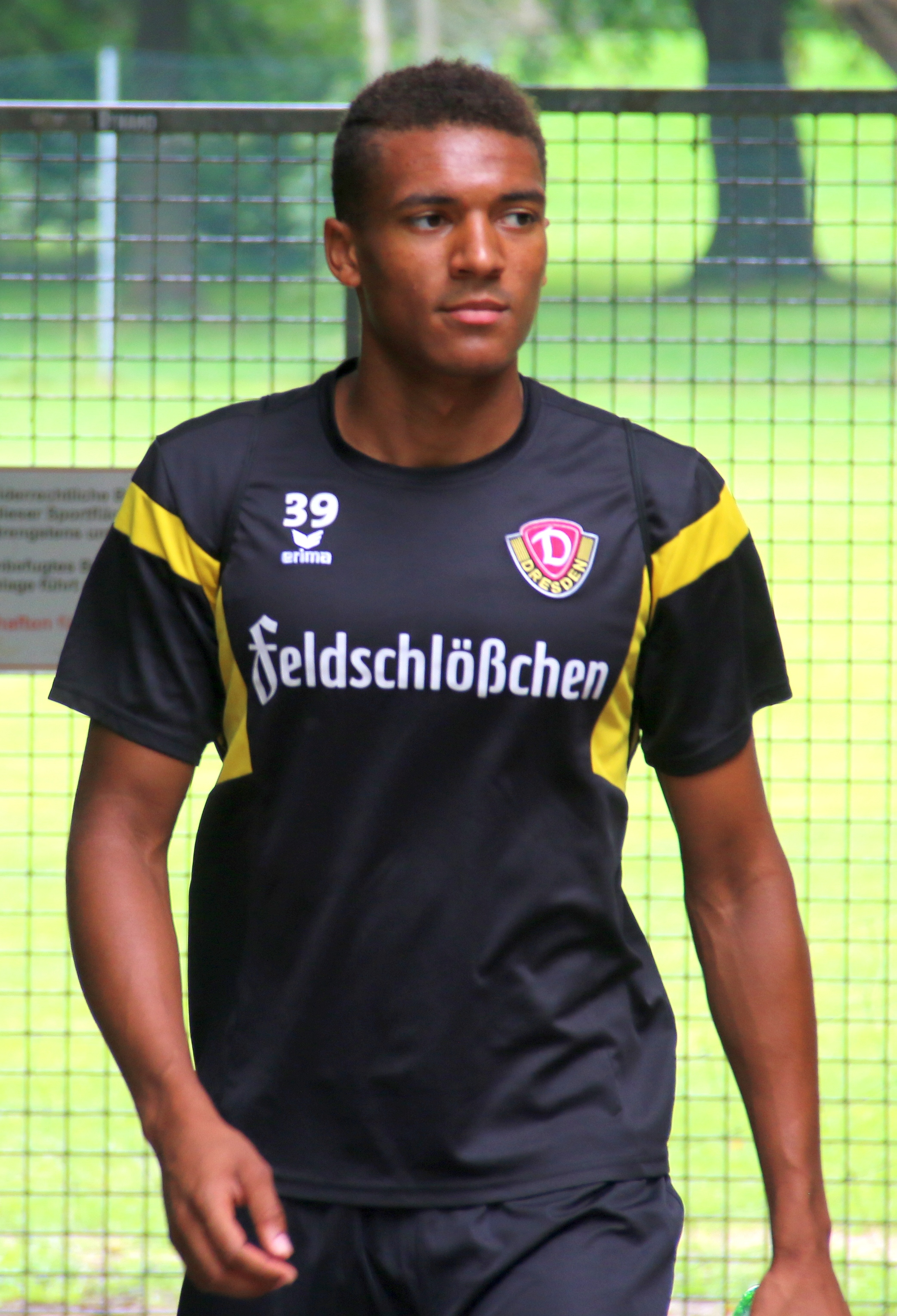
Noah Awassi (* 1998)

- Awata, Mohamad (* 1993), syrischer Fußballspieler
- Awatari, Shin’ya (* 1990), japanischer Fußballspieler
- Awate, Hamid Idris (1910–1962), eritreischer Unabhängigkeitskämpfer
- Awaya, Noriko (1907–1999), japanische Sängerin
- Awazie, Nduka (* 1981), nigerianischer Sprinter
- Awaziem, Chidozie (* 1997), nigerianischer Fußballspieler

### Awd
- Awdaljan, Nasik (* 1986), armenische Gewichtheberin
- Awde, Daniel (* 1988), britischer Sprinter und Zehnkämpfer
- Awdejenko, Jekaterina (* 2004), kasachische Siebenkämpferin
- Awdejew, Alexander Alexandrowitsch (* 1975), russischer Politiker und Staatsmann
- Awdejew, Alexander Alexejewitsch (* 1946), russischer Politiker und Diplomat
- Awdejew, Alexei Jurjewitsch (* 1967), russischer Generalleutnant
- Awdejew, Anton Alexejewitsch (* 1986), russischer Degenfechter
- Awdejew, Filipp Wadimowitsch (* 1991), russischer Schauspieler und Regisseur
- Awdejew, Sergei Wassiljewitsch (* 1956), russischer Kosmonaut
- Awdejewa, Anna Michailowna (* 1985), russische Kugelstoßerin
- Awdejewa, Jekaterina Alexejewna (1788–1865), russische Schriftstellerin
- Awdejewa, Julianna Andrejewna (* 1985), russische Konzertpianistin
- Awdejewa, Julija Antonowna (* 2002), russische TennisspielerinJulija Antonowna Awdejewa (* 2002)

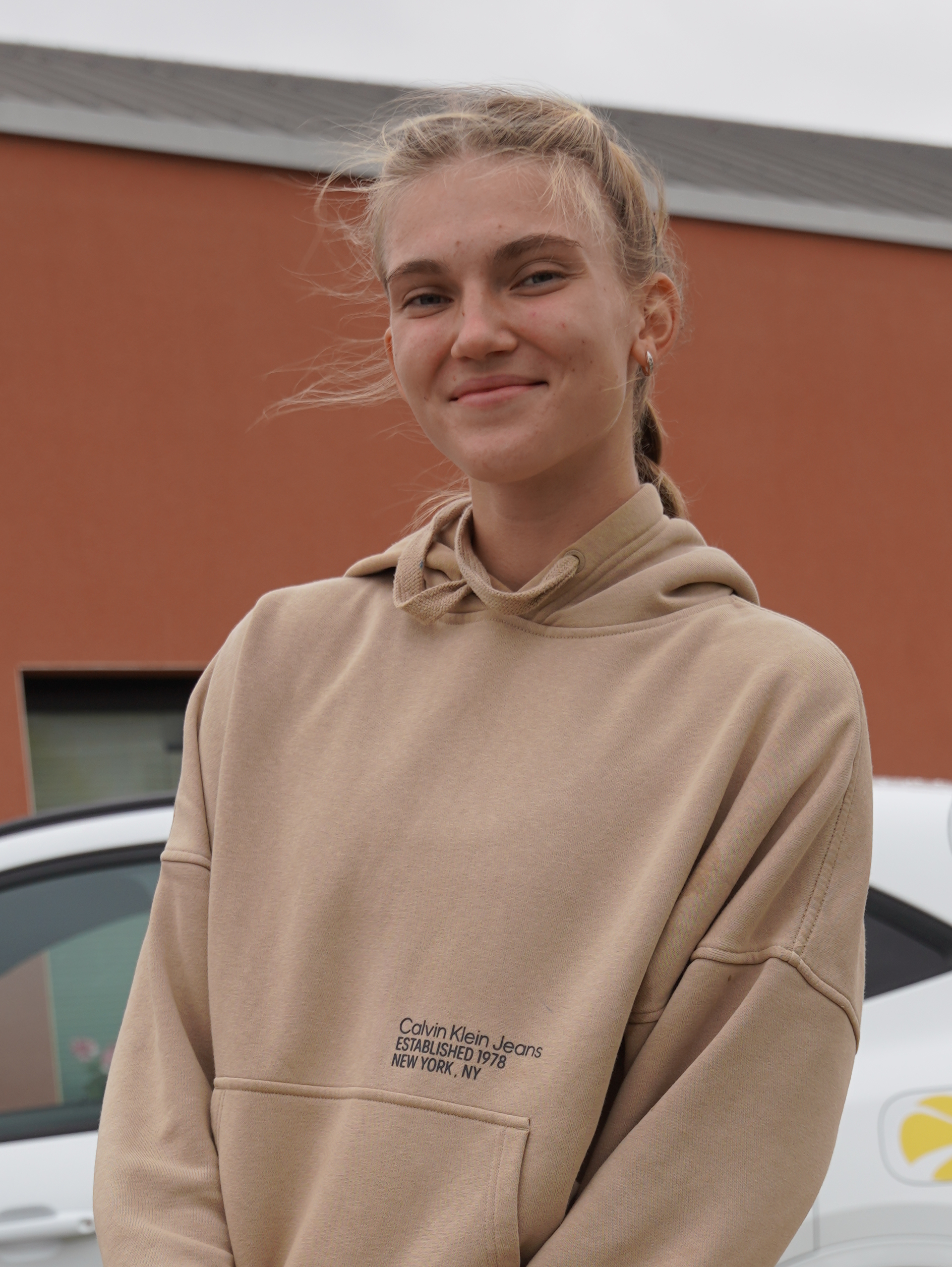
Julija Antonowna Awdejewa (* 2002)

- Awdijan, Wanik (* 1995), deutscher Boxer im Mittelgewicht
- Awdijewskyj, Anatolij (1933–2016), ukrainischer Chorleiter und Komponist
- Awdjejenko, Hennadij (* 1963), ukrainischer Hochspringer und Olympiasieger
- Awdjuschko, Wiktor Antonowitsch (1925–1975), sowjetischer Schauspieler
- Awdry, Wilbert Vere (1911–1997), britischer Pfarrer, Eisenbahn-Fan und Autor von Kinderbüchern

### Awe
- Awe, Christian (* 1978), deutscher Streetart-Künstler und Maler
- Awe, Jon (* 1980), US-amerikanischer Eishockeyspieler
- Awe, Walther (1900–1968), deutscher Pharmazeut und Hochschullehrer
- Awege, Danny (1976–2021), deutscher Schauspieler und Musiker
- Aweh, Jean-Michel (* 1992), deutscher Popsänger
- Aweke, Aster (* 1960), äthiopische Sängerin
- Awel-Ninurta, babylonischer Beamter von Hammurapis
- Awen, Pjotr Olegowitsch (* 1955), russischer Oligarch, Unternehmer, Wirtschaftswissenschaftler und PolitikerPjotr Olegowitsch Awen (* 1955)

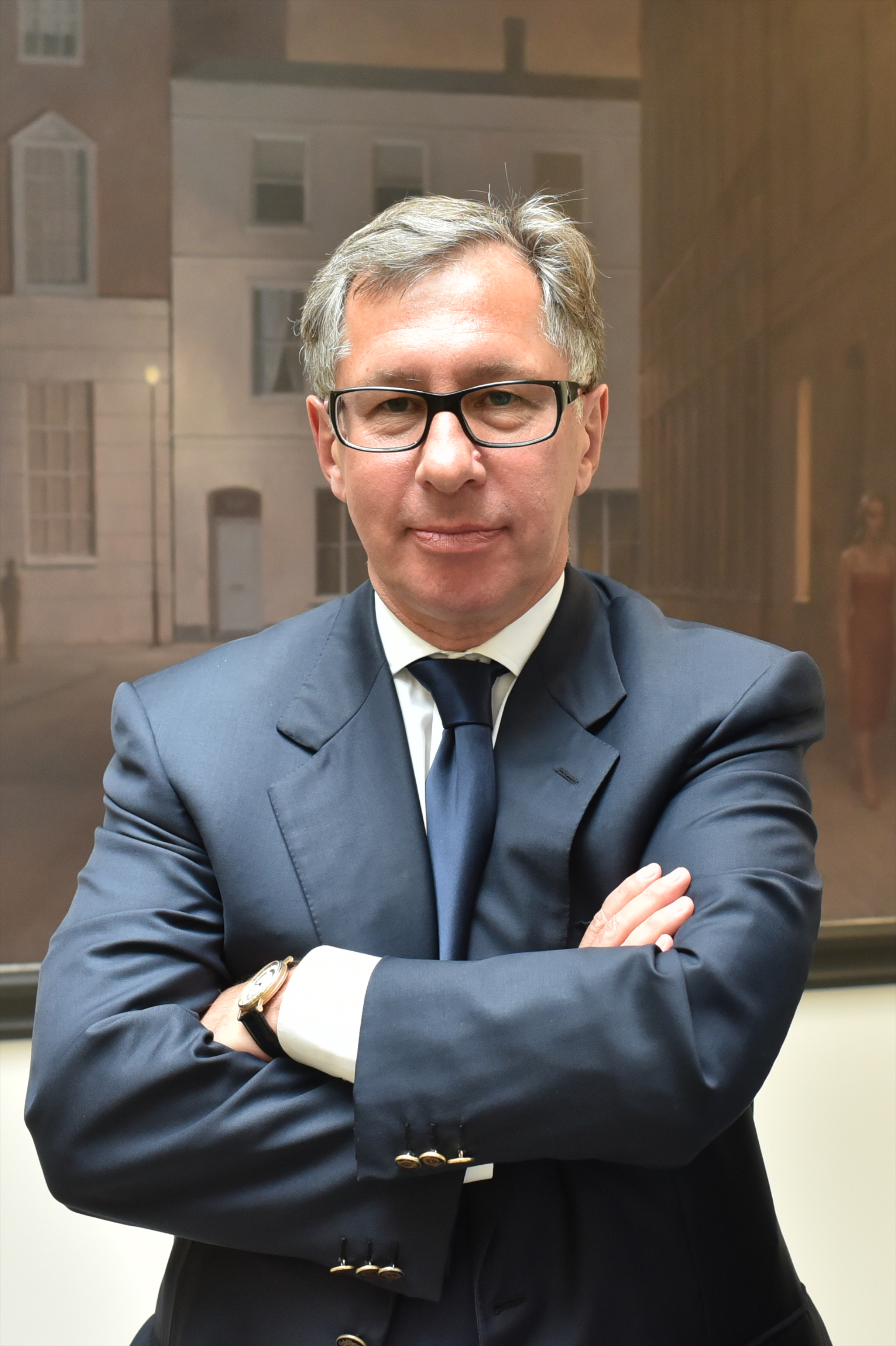
Pjotr Olegowitsch Awen (* 1955)

- Awender, Jakob (1898–1975), Führer der „Erneuerungsbewegung“ im Königreich Jugoslawien
- Awerbach, Ida Leonidowna (1905–1938), sowjetische Juristin
- Awerbach, Juri Lwowitsch (1922–2022), sowjetischer bzw. russischer Schachmeister und -funktionär
- Awerbach, Leopold Leonidowitsch (1903–1937), sowjetischer Literaturkritiker
- Awerbuch, Alexander (* 1974), israelischer Stabhochspringer russischer Herkunft
- Awerbuch, Genia (1909–1977), israelische Architektin
- Awerbuch, Ilja Isjaslawowitsch (* 1973), russischer Eistänzer
- Awerbuch, Marianne (1917–2004), deutsch-israelische Historikerin und Judaistin
- Awerbuch-Friedlander, Tamara, US-amerikanische Biomathematikerin, Gesundheitswissenschaftlerin und Hochschullehrerin
- Awerin, Alexander Dmitrijewitsch (* 1954), sowjetischer Radrennfahrer
- Awerin, Jegor Walerjewitsch (* 1989), russischer Eishockeyspieler
- Awerin, Wassili Kusmitsch (1884–1945), ukrainisch-sowjetischer Politiker
- Awerina, Nina Fjodorowna (* 1935), sowjetisch-russisch-australische Journalistin, Bibliografin und Heimatforscherin
- Awerina, Tatjana Borissowna (1950–2001), sowjetische Eisschnellläuferin
- Awerinzew, Sergei Sergejewitsch (1937–2004), russischer Literaturwissenschaftler und Slawist
- Awerjanow, Anton Iwanowitsch (* 1973), russischer Fußballschiedsrichterassistent
- Awerjanowa, Lidija Arsentjewna (* 1960), sowjetische Ruderin
- Awerkijewa, Julija Pawlowna (1907–1980), sowjetische Ethnologin
- Awerko-Antonowitsch, Ljudmila Alexandrowna (* 1936), sowjetische bzw. russische Chemieingenieurin
- Awertschenko, Arkadi Timofejewitsch (1881–1925), russischer Schriftsteller
- Awertschenko, Jewgeni (* 1982), kasachischer Fußballspieler
- Awertschew, Wladimir Petrowitsch (1946–2022), russischer Politiker und ehemaliger Duma-Abgeordneter
- Awerzger, Arnold (1907–1976), österreichischer Bergingenieur und Bergsteiger
- Aweso, Jumaa (* 1985), tansanischer Politiker und Minister
- Awesome Konga (* 1977), US-amerikanische WrestlerinAwesome Kong (* 1977)

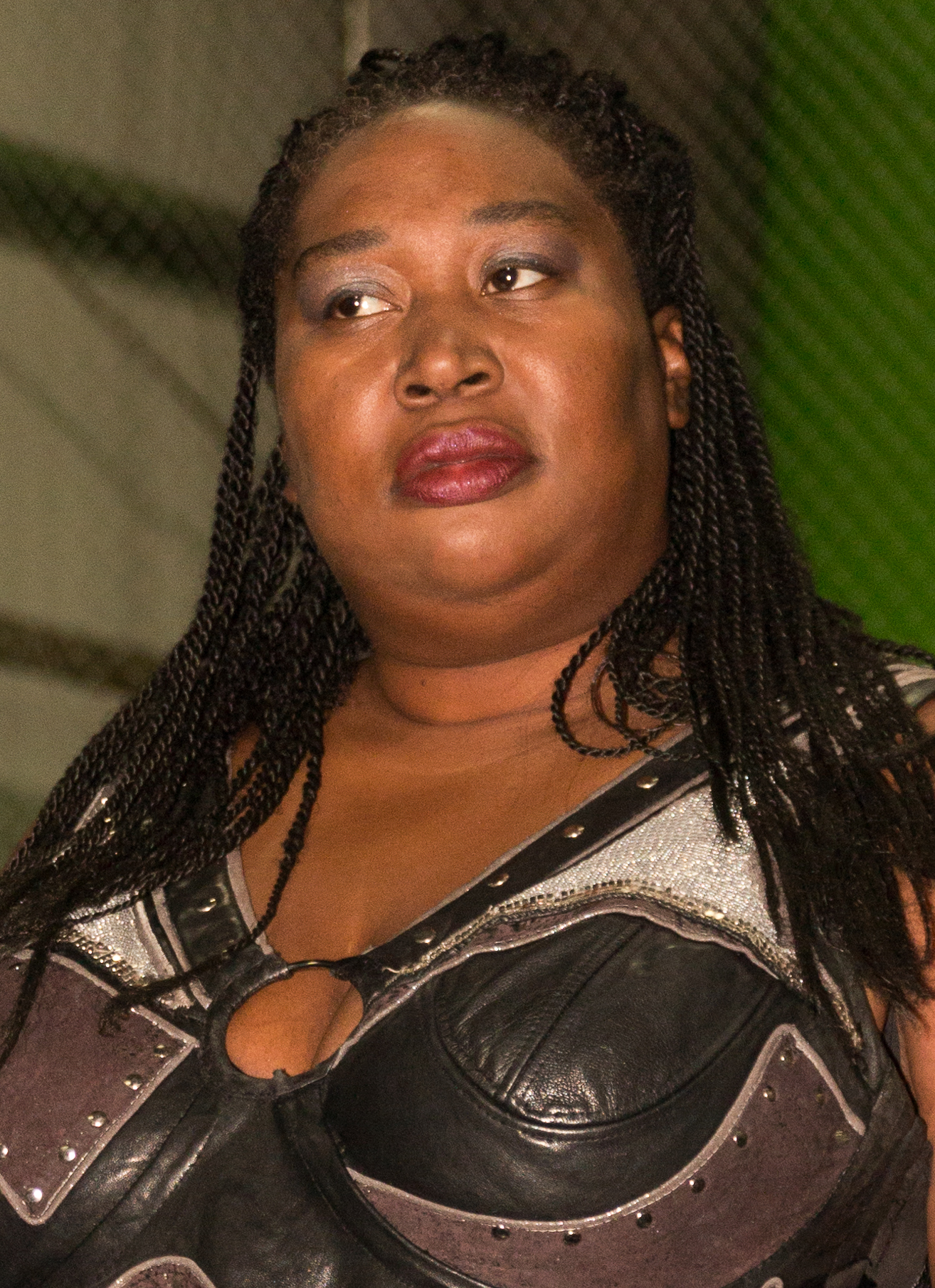
Awesome Kong (* 1977)

- Awetisjan, Chatschatur (1926–1996), armenischer Komponist
- Awetisjan, Milena (* 1999), armenische Tennisspielerin
- Awetissjan, Arsen (* 1973), armenischer Fußballspieler
- Awetissjan, Minas (1928–1975), armenisch-sowjetischer Maler
- Awetissow, Georgi Paruirowitsch (1940–2020), sowjetischer bzw. russischer Seismologe und Polarforscher
- Aweyde, Wilhelm Ludwig von (1699–1762), preußischer Oberst, Chef des preußischen Jägerkorps sowie Erbherr auf Politten
- Aweyden, Friedrich Albrecht Ernst von († 1827), preußischer Beamter
- Aweyden, Karl von (1829–1891), preußischer Generalleutnant und Kommandant von Posen

### Awi
- Awidsba, Alen Achrowitsch (* 2000), russischer Tennisspieler
- Awilow, Mykola (* 1948), ukrainisch-sowjetischer Zehnkämpfer und Olympiasieger
- Awilow, Wiktor Iwanowitsch (1900–1997), sowjetischer Diplomat
- Awilowa, Olha (1918–2009), sowjetische bzw. ukrainische Chirurgin und Hochschullehrerin
- Awiżeń, Marcin (* 1985), polnischer Leichtathlet
- Awizus, Frank (* 1964), deutscher Eishockeyschiedsrichter
- Awizus, Heiko (* 1966), deutscher Eishockeyspieler und -trainer

### Awk
- Awksentjew, Nikolai Dmitrijewitsch (1878–1943), russischer Sozialrevolutionär und Politiker
- Awksentjew, Pawel (* 1890), russischer Schwimmer
- Awksentjewa, Sardana Wladimirowna (* 1970), russische Politikerin
- Awkwafina (* 1988), US-amerikanische Rapperin, Moderatorin und SchauspielerinAwkwafina (* 1988)

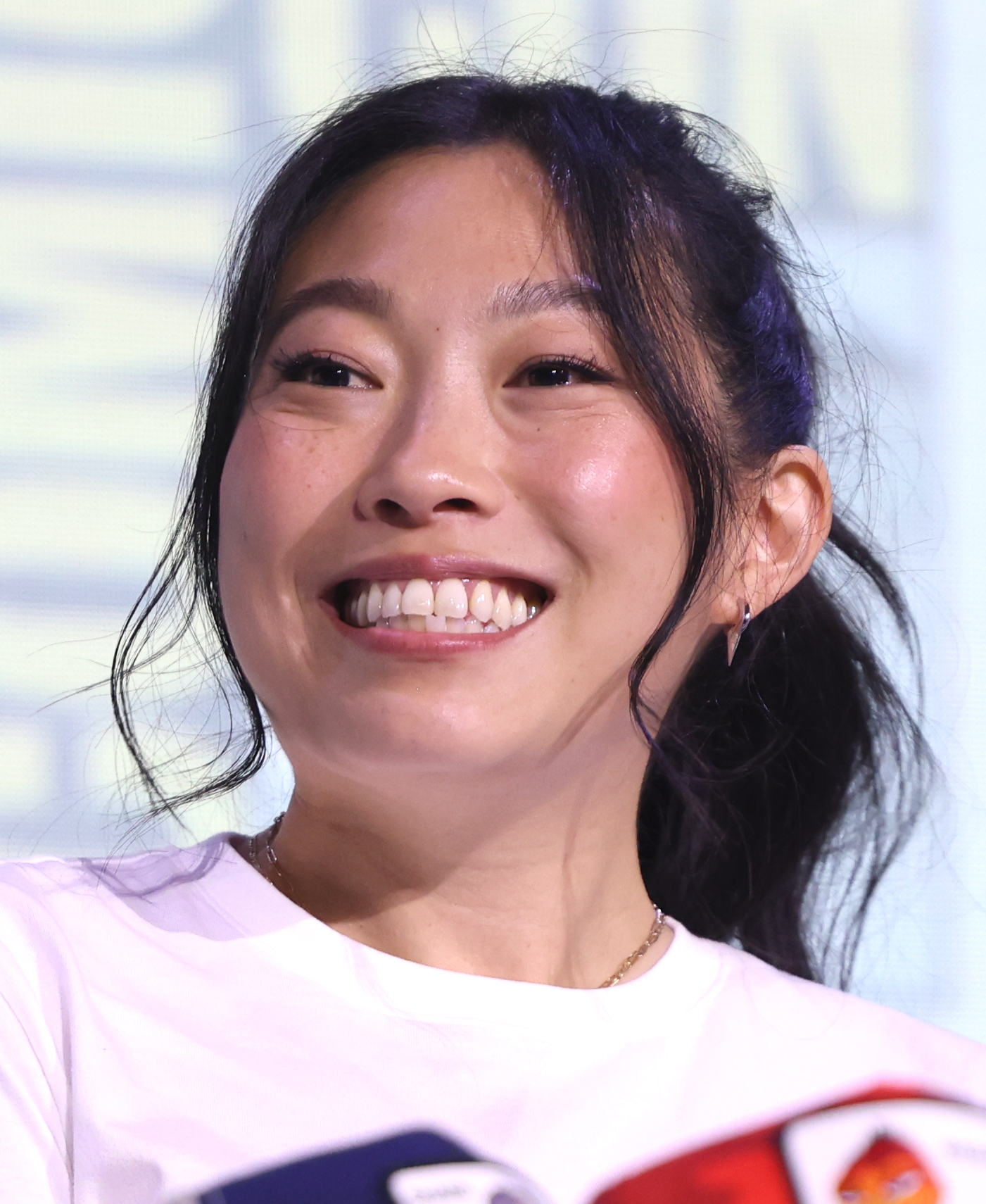
Awkwafina (* 1988)

### Awl
- Awl, Farah Mohamed Jama (1937–1991), somalischer Schriftsteller
- Awlaki, Anwar al- (1971–2011), US-amerikanischer muslimischer Dozent, geistiger Führer und ehemaliger Imam

### Awo
- Awoa, Innocent (* 1988), kamerunischer Fußballspieler
- Awol One, US-amerikanischer Rapper
- Awolin, Bernhard (1869–1940), deutscher Handwerker und Politiker (DNVP)
- Awolo, Fatmata (* 2000), sierra-leonische Sprinterin
- Awolowo, Obafemi (1909–1987), nigerianischer Politiker und Gewerkschafter
- Awoniyi, Taiwo (* 1997), nigerianischer FußballspielerTaiwo Awoniyi (* 1997)

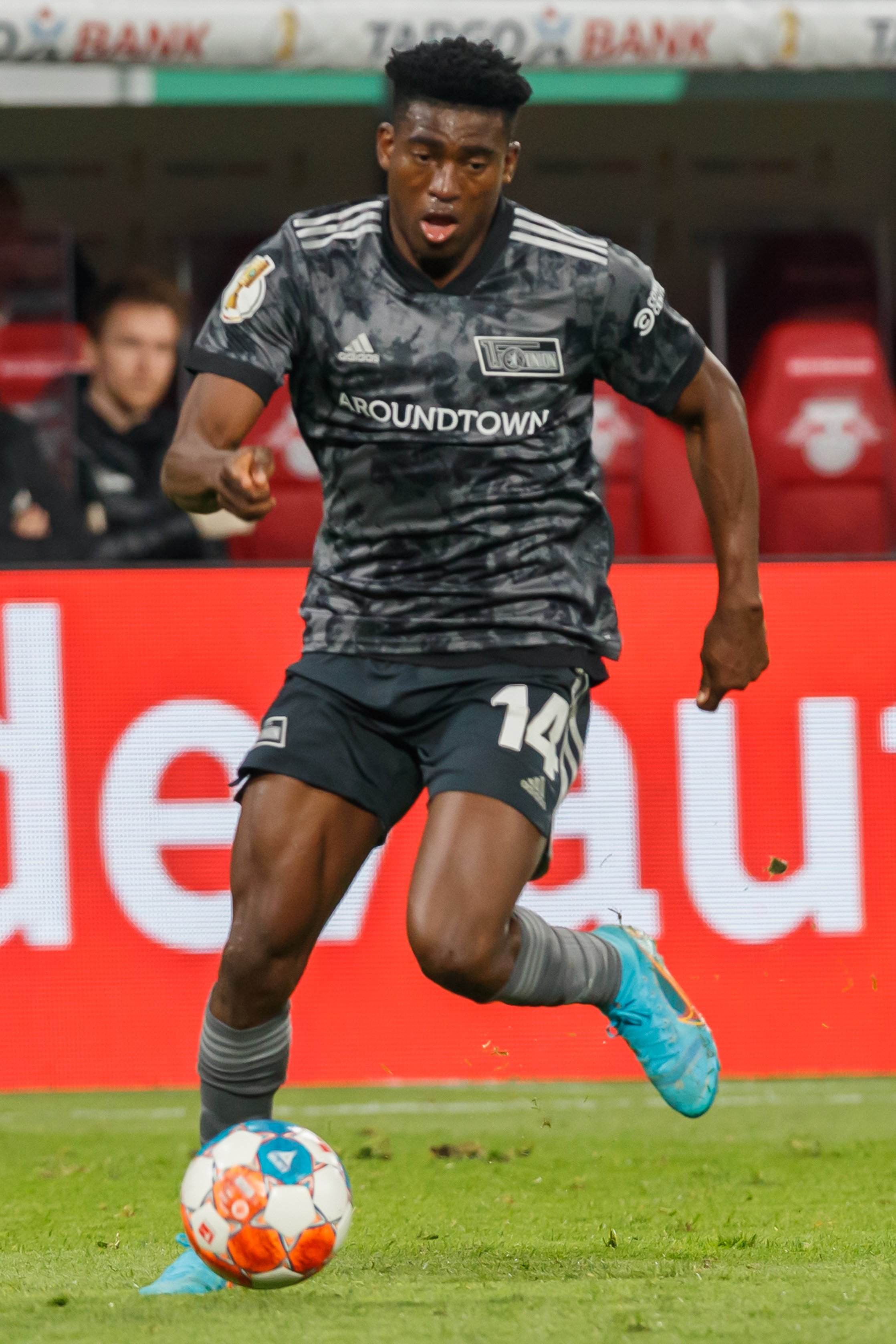
Taiwo Awoniyi (* 1997)

- Awoonor, Kofi (1935–2013), ghanaischer Literaturwissenschaftler, Schriftsteller, Dichter und Kritiker
- Awoonor-Williams, R. A., ghanaischer Politiker und Jurist der Goldküste
- Awori, Aggrey (1939–2021), ugandischer Politiker, Diplomat und Redakteur
- Awori, Moody (* 1927), kenianischer Politiker
- Awori, Thelma, liberianisch-ugandische Politikerin
- Awosusi, Anita (* 1956), deutsche Autorin und Bürgerrechtlerin
- Awotunde, Josh (* 1995), US-amerikanischer Kugelstoßer
- Awoudja, Maxime (* 1998), deutscher Fußballspieler

### Awr
- Awraami Palizyn († 1626), russischer Politiker und Schriftsteller
- Awraamow, Arseni Michailowitsch (1886–1944), russischer Komponist und Musiktheoretiker der Avantgarde
- Awram, Meister, russischer Bildhauer
- Awramenko, Hennadij (* 1965), ukrainischer Sportschütze
- Awramenko, Petro (* 1978), ukrainischer Theaterschauspieler und -regisseur
- Awramenko, Sergei Wiktorowitsch (* 1954), russischer Vizeadmiral
- Awramenko, Stepan Stepanowitsch (1918–2010), sowjetischer Politiker (KPdSU)
- Awramenko, Wassyl (1895–1981), ukrainisch-US-amerikanischer Choreograf und Filmproduzent
- Awramow, Dimitar (* 1943), bulgarischer Politiker und Journalist
- Awramow, Iwan (1868–1945), bulgarischer Generalleutnant
- Awramow, Krassimir (* 1972), bulgarischer Sänger
- Awramow, Wladimir (1909–2007), bulgarischer Geiger und Musikpädagoge
- Awramowa, Dewora (* 2000), bulgarische Leichtathletin
- Awramtschuk, Iwanna (* 1998), ukrainische Kurzstreckenläuferin
- Awret, Irene (1921–2014), US-amerikanische Schriftstellerin und Malerin
- Awrey, Don (* 1943), kanadischer Eishockeyspieler
- Awrorin, Jewgeni Nikolajewitsch (1932–2018), russischer Physiker und Hochschullehrer
- Awruch, Boris (* 1978), israelischer Schachmeister

### Aws
- Awschalom, David (* 1956), US-amerikanischer Physiker mit Spezialisierung auf Kondensierte Materie
- Awscharjan, Gerassim (* 1972), armenisch-russischer Psychologe und Publizist

### Awt
- Awtaew, Ramzan (* 1998), deutscher Ringer
- Awtajewa, Galina (* 1966), kasachische Biathletin
- Awtanejew, Nikita Alexejewitsch (* 1995), russischer Snowboarder
- Awtuchowa, Switlana (* 1954), ukrainische Schauspielerin und Synchronsprecherin

### Awu
- Awuah, Hiswill (* 2000), deutscher Footballspieler
- Awuah, Kristal (* 1999), britische Sprinterin
- Awuah, Patrick Jr. (* 1965), ghanaischer Ingenieur, Pädagoge und Unternehmer
- Awujo, Simi (* 2003), US-amerikanisch-kanadische Fußballspielerin
- Awuku, Noah (* 2000), deutscher Fußballspieler
- Awuzie, Chidobe (* 1995), US-amerikanischer American-Football-Spieler

### Aww
- Awwad, Taufik Jussuf (1911–1989), libanesischer Schriftsteller und Journalist
- Awwakum († 1682), Protopope und leitende Figur der Altgläubigen (Raskolniki), Vertreter der altrussischen Literatur
- Awwakumowa, Irina Andrejewna (* 1991), russische Skispringerin
- Awwakumowa, Jekaterina Sergejewna (* 1990), russisch-südkoreanische Biathletin